# 2021年吉隆坡反政府示威
斗争和平集会，又称“走出来抗议”集会，是发生于2021年7月31日至8月2日，在马来西亚吉隆坡市中心的一场示威活动。此示威活动的目的主要是为了反对国民联盟的慕尤丁内阁对2019冠状病毒病马来西亚疫情抵抗失败。此外，示威活动也触及了关于2020年－2022年馬來西亞政治危機和2021年宣布紧急状态的问题。

## 时间线

### 背景
此示威活动由人民团结秘书处（Sekretariat Solidariti Rakyat）举办。该组织是青年社运分子，也是非政府组织，主要反对国盟政府，提出三大诉求，包括首相丹斯里慕尤丁需马上辞职、国会尽快复会、以及结束紧急状态。该组织早前曾举办一些反政府活动，比如举黑旗，使用#Lawan标签。
2021年7月17日，人民团结秘书处率领20余人在独立广场举黑旗抗议，高举写上“我们在背叛中死去”（Kita Mati dalam Derhaka）及“出来反抗”（Keluar dan Lawan）字眼的横幅，举着5具代表尸体的玩偶。
2021年7月24日下午3时，该组织在国内一些城市同步举办“车队抗议”活动，在车上挂黑旗，或由副驾驶座的乘客挥黑旗。

### 2021年7月31日示威
示威活动于2021年7月31日上午11时开始。示威者主要先在市中心的敦霹雳路占美清真寺轻快铁站附近路段集合。11时之后前来示威的人潮越来越多，整条路几乎被示威者挤满。示威者大部分都身穿黑衣，手举黑旗，高举写有反政府字眼如“政府失败”（Kerajaan Gagal）的横幅，高喊反政府口号。此示威原订在独立广场进行，岂料警方早已把独立广场附近的路段封锁，示威者就在敦霹雳路进行示威。现场也有一批警员维持秩序。示威活动于中午12时40分和平解散。
人民团结秘书处后来发文告指出，此示威约2,000人参与，大部分示威者都有遵守标准作业程序（SOP），即佩戴口罩及保持人身距离。由于参与者必须保持人身距离，以致游行队伍长达3公里。

### 后续
2021年8月7日，人民团结互助秘书处宣布，若慕尤丁仍不下台，他们将于2021年8月21日举办更大型的集会。后来慕尤丁于2021年8月16日下台，2021年8月21日依斯迈沙比利上任首相，该集会也随之取消。然而2021年8月21日当天警方仍将市中心多条道路封锁，部分快捷通车站关闭，部分巴士服务暂停，导致市区多地出现严重塞车情况。

## 采取行动和反应

### 应对措施
金马警区主任莫哈末再纳助理总监指出，吉隆坡当时处于国家复苏计划第一阶段，任何群聚活动皆不被允许，此示威活动已违反2021年传染病预防和控制法令，因此警方会传召主办方和出席者到警局进行调查。他也指出，此集会估计有400余人参与，派出逾300名警员以确保情况受控制。此外尽管所有示威者都有佩戴口罩，但因人数众多而没有保持人身距离。
由于当时巴生谷的COVID-19疫情非常严重，马来西亚公共卫生医生协会主席拿督再纳阿里芬医生（Datuk Dr Zainal Ariffin Omar）表示，由于此集会参与人数众多，难以保持人身距离，因此担心可能会导致COVID-19传播并导致疫情恶化。此外，警方也促请民众勿出席任何集会，否则将会严厉对付举办方和参与民众。

### 执法反应
全国警察总长阿克里·沙尼指出，截至2021年8月1日，警方已收到20宗针对吉隆坡集会的投报，而警方已经鉴定了29名参与“抗议”（#Lawan）示威活动的人士，将援引342法令及相关法律向主办当局及与会者展开调查。受召录供者也包括公正党副主席蔡添强。
示威集会的组织者谴责政府浪费警察资源来调查示威者的行动。人民团结秘书处发言人莫哈末阿沙迪（Mohammad Asraf Sharafi Mohammad Azhar）表示，警方展开对示威者的调查减少了警察资源，而这些资源本可以用于其他更重要的事务，而内政部长不应该将执法机构用于政治问题上。人民团结秘书处发言人坚持认为，参与吉隆坡示威的出席者遵循了标准操作程序 (SOP)，例如戴面罩和保持人身距离，而这些遵守得到了人权委员会的保证。蕉赖国会议员陈国伟谴责警方以莫须有罪名，浪费人力、资源和公共基金，来调查出席国会却受阻的人民代议士。

## 评论
跨性别权利组织姐妹正义联盟（Justice for Sisters） 发布示威的监测报告，指责马来西亚皇家警察在抗议活动中阻碍公众的言论和集会自由。 姐妹正义联盟的代表Thilaga Sulathireh表示，警方设置一些路障和关闭独立广场的通道，对示威民众进入抗议集会地点构成了直接障碍，明显侵犯了人民的行动、言论和集会自由权。Thilaga Sulathireh补充说，警方还通过命令示威者靠近人行道，显然是为了让交通畅通，但这使抗议者无法保持人身距离。而在抗议活动期间，发现便衣警方混入示威游行中拍摄抗议者的特写照片或视频，而警方更是在抗议活动中配备全副武装，包括泰瑟枪、手枪和MP5冲锋枪，还部署了无人机和直升机等监视工具，这些都不是和平抗议所必需的。而媒体人员也难以遵守执法当局的安全距离指示，因为他们不得不挤在一起为活动拍照。她指出，抗议活动的组织者制定了良好的做法，因为他们为可能被警方恐吓和逮捕做好了准备，他们还联系了律师协会和其他民间社会组织，并在抗议期间派出了现场医疗队和一辆救护车。马来西亚国际特赦组织的Bryan Yap表示，警方应该认识到他们的积极职责，并与抗议组织者、医疗团队、媒体和其他人建设性地接触，以帮助促进和确保安全和有利的环境，行使集会和言论自由，并建议立即取消对组织者、抗议者、律师协会、观察员、大马人权委员会（SUHAKAM）专员和其他人的骚扰、调查和指控。
民主行动党社会主义青年团谴责警方滥用权力阻扰集会及逮捕示威者，并呼吁警方立即取消所有针对集会者所开出的罚单和停止制造白色恐怖试图让人民噤声。马六甲中华大会堂青年团、森美兰中华大会堂青年团、UNDI18、大马新学运联盟、北大前进阵线以及马大新青年等共23个公民组织联署，谴责警察的行为是民主转型的退步，并且认为新政府即将上台既制造白色恐怖，打压人民的言论自由权利。